# メルヴィン・コンウェイ
メルヴィン・コンウェイ（英: Melvin Conway）は初期のコンピュータ科学者、プログラマーであり、コンウェイの法則として知られる法則「システムを設計する組織は、そのコミュニケーション構造をそっくりまねた構造の設計を生み出してしまう」 (原文: "Organizations which design systems are constrained to produce designs which are copies of the communication structures of these organizations.")を生み出したハッカーとしても知られる。
学術的には、コルーチンを提示した論文（1963）や、中間言語のUNCOLの提案（1958）などが有名である。
コンウェイはバロースの model 220 コンピュータ向けに SAVE と呼ばれるアセンブラを書いた。SAVE は何かの頭文字ではなく、その機能によるものだった。つまり、SAVEでプログラムを書くことで、パンチカードを節約(SAVE)することができたのである。
1970年代と1980年代、彼はアメリカ国立標準技術研究所向けの MUMPS 医療コンピュータ言語と、システム言語の標準化に携わっていた。また、MUMPS についての参考書を著した。

## Selected publications
- Melvin E. Conway. "How do committees invent?", Datamation, 14(4):28--31, April 1968